# Championnat des Fidji de football 2000
Navigation
Saison précédente Saison suivante
La saison 2000 du Championnat des Fidji de football est la vingt-quatrième édition du championnat de première division aux Fidji. Les dix meilleures équipes du pays, plus l'équipe des Fidji des moins de 20 ans sont regroupées au sein d'une poule unique, où elles s'affrontent deux fois, à domicile et à l'extérieur. À la fin du championnat, il n'y a ni promotion, ni relégation.
C'est l'équipe de Nadi FC qui remporte la compétition après avoir terminé en tête du classement final, avec treize points d'avance sur le tenant du titre, Ba FC et vingt-et-un sur l'un des promus, Rewa FC. C'est le huitième titre de champion des Fidji de l'histoire du club.
L'équipe nationale des moins de 20 ans abandonne la compétition après huit rencontres, tous les résultats obtenus contre elle sont annulés.

## Les clubs participants
| - Ba FC - Lautoka FC - Navua FC - Rewa FC - Promu de Premier League - Suva FC - Fidji U-20 | - Labasa FC - Nadi FC - Nadroga FC - Promu de Premier League - Tavua FC - Nasinu FC |

## Compétition
Le barème utilisé pour établir les différents classements est le suivant :
- Victoire : 3 points
- Match nul : 1 point
- Défaite : 0 point

### Classement
| Rang | Équipe             | Pts | J  | G  | N | P  | Bp | Bc | Diff |
| ---- | ------------------ | --- | -- | -- | - | -- | -- | -- | ---- |
| 1    | Nadi FC            | 51  | 18 | 17 | 0 | 1  | 50 | 10 | +40  |
| 2    | Ba FCT             | 38  | 18 | 11 | 5 | 2  | 57 | 15 | +42  |
| 3    | Rewa FCP           | 30  | 18 | 9  | 3 | 8  | 28 | 32 | -4   |
| 4    | Labasa FC          | 25  | 18 | 8  | 2 | 8  | 31 | 32 | -1   |
| 5    | Lautoka FCC        | 24  | 18 | 7  | 3 | 8  | 37 | 29 | +8   |
| 6    | Suva FC            | 22  | 18 | 6  | 4 | 8  | 23 | 36 | -13  |
| 7    | Nadroga FCP        | 18  | 18 | 3  | 9 | 6  | 22 | 26 | -4   |
| 8    | Navua FC           | 17  | 18 | 4  | 5 | 9  | 24 | 46 | -22  |
| 9    | Tavua FC           | 16  | 18 | 3  | 7 | 8  | 19 | 34 | -15  |
| 10   | Nasinu FC          | 11  | 18 | 3  | 2 | 13 | 18 | 48 | -30  |
| 11   | Fidji U-20 abandon | 12  | 8  | 4  | 0 | 4  | 12 | 10 | +2   |

|  | Champion des Fidji 2000                                                          |
|  | Participation à la Coupe des champions d'Océanie 2001                            |
|  | T: Tenant du titre C: Vainqueur de la Coupe des Fidji P: Promu de Premier League |

## Bilan de la saison
| Championnat des Fidji de football 2000                             |                    |
| Champion                                                           | Nadi FC (8e titre) |
| Coupes et trophées                                                 |                    |
| Vainqueur de la Coupe des Fidji 2000                               | Lautoka FC         |
| Qualifications continentales                                       |                    |
| Coupe des champions d'Océanie 2001                                 | Labasa FC          |
| Promotions et relégations                                          |                    |
| Promus en Championnat des Fidji de football                        | Aucun              |
| Relégués en Championnat des Fidji de football de deuxième division | Aucun              |